# Trigonometopus tinctipennis
Trigonometopus tinctipennis är en tvåvingeart som beskrevs av Meijere 1924. Trigonometopus tinctipennis ingår i släktet Trigonometopus och familjen lövflugor. Inga underarter finns listade i Catalogue of Life.